# ميروسلاف بوشكوفيتش
خطأ لوا في mw.text.lua على السطر 25: bad argument #1 to 'match' (string expected, got nil).
ميروسلاف بوشكوفيتش (بالصربية: Мирослав Бошковић)‏ هو لاعب كرة قدم صربي، ولد في 3 يناير 1947 في بلغراد في صربيا. شارك مع منتخب يوغوسلافيا لكرة القدم. أما مع النوادي، فقد لعب مع نادي أنجيه ونادي بارتيزان وهايدوك سبليت.

## وصلات خارجية
- ميروسلاف بوشكوفيتش على موقع ناشيونال فوتبول تيمز (الإنجليزية)
- ميروسلاف بوشكوفيتش على موقع عالم كرة القدم.نت (الإنجليزية)